# Тасашы
Тасашы (каз. Тасашы) — село в Кегенском районе Алматинской области Казахстана. Административный центр Тасашинского сельского округа. Код КАТО — 195865100.

## Население
В 1999 году население села составляло 260 человек (134 мужчины и 126 женщин). По данным переписи 2009 года, в селе проживали 193 человека (101 мужчина и 92 женщины).

## Топографические карты
- Лист карты K-44-39 Каркара. Масштаб: 1 : 100 000. Состояние местности на 1987 год. Издание 1991 г.